# 'Til I gain control again
 'Til I gain control again is een lied dat geschreven werd door Rodney Crowell. Het nummer werd voor het eerst opgenomen in 1975 door Emmylou Harris.

## Versie van Crystal Gayle
In 1983 werd het nummer opgenomen door Crystal Gayle. Deze opname behaalde binnen een week de eerste positie van de Amerikaanse Hot Country Singles en bleef daar twaalf weken staan.

## Hitlijsten
| Hitlijst (1982–1983)             | Hoogste positie |
| -------------------------------- | --------------- |
| VS Billboard Hot Country Singles | 1               |
| Canadese RPM Country Tracks      | 12              |